# حسن شوشتری
حسن شوشتری (۲۵ تیر ۱۳۷۲، قائم شهر) بازیکن حرفه‌ای فوتبال است که در حال حاضر در پست هافبک برای باشگاه فوتبال ذوب‌آهن مشغول به فعالیت است.